# Bregenzerwaldboskap
Bregenzerwaldboskap är en tysk nötkreatursras från norra delen av Vorarlberg. 
Korna har en genomsnittvikt på 350 kilo och en grågul färg. Kreatursrasen har uppkommit genom en korsning mellan Allagu- och Montafonerrboskap.